# Parc Esportiu Llobregat
El Parc Esportiu Llobregat és una instal·lació lúdicoesportiva que es va posar en marxa el 9 de gener de 2006. Les instal·lacions, que ocupen uns 40.000 metres quadrats, van ser fets per l'arquitecte portuguès Álvaro Siza, guardonat el 1992 amb el Premi Pritzker de la Fundació Hyatt de Chicago. Es tracta d'un equipament intel·ligent, versàtil i que barreja el disseny amb la funcionalitat. El projecte va costar més de 2.000 milions de pessetes, dels quals 280 milions van ser de la Diputació de Barcelona.
El 2011 es va ampliar amb una Ludoteca i un Centre Cívic. Des del 2014 els usuaris disposen d'una aplicació mòbil per tenir informació actualitzada d'horaris, serveis, tarifes i notícies tant del Parc Esportiu Llobregat com de Can Mercader.
El 2016 les instal·lacions comptaven amb 3.000 abonats, i eren gestionades per l'empresa Procornellà, juntament amb el Complex Can Mercader. El 2016 van celebrar el desè aniversari amb una exposició, entre altres activitats.